# Диклофенак
Диклофенак је нестероидни антиинфламаторни лек (НСАИЛ) који се узима да ублажи запаљења и као аналгетик који ублажава болове код стања као што су артритис или акутне повреде. Такође се узима за ублажавање менструалних болова, дисменореје. Име му потиче од хемијског назива: 2-(2,6-диклоранилино)фенилакетична киселина.
У Уједињеном Краљевству, Индији, и Сједињеним Државама, може да се испоручује било као натријумова било као калијумова со, у Кини најчешће у виду натријумове соли, а у неким другим земљама у виду калијумове соли. Диклофенак је доступан као генерички лек у бројним формулацијама. У неким земљама се продаје без рецепта за блаже болове.